# 丸紅茜
丸紅茜（まるべに あかね）は、沖縄県那覇市出身の漫画家・イラストレーター。漫画制作に加えて、小説・ビジネス書などの装画やアーティストへのイラスト提供を手掛ける。2022年5月をもって活動を終了した。

## 略歴
沖縄県那覇市出身。大学では法学を専攻。
会社勤めの傍ら、2016年から「COMITIA」にて自主制作作品の発表を始める。「COMITIA120」（2017年5月）では、同イベントの公式カタログ『ティアズマガジン120』の表紙イラストを手掛けた。
2017年には、『COMIC ポラリス』（フレックスコミックス）に『おくたまの魔女』が掲載された。
アーティスト向けのイラストも手掛けており、これまでに、DE DE MOUSE、DAOKO、藤岡みなみ、ORESAMA、アイラヴミー、Lefty Hand Cream、ハンブレッダーズにイラスト作品を提供した。
2019年には、それまでのイラスト作品をまとめた画集『ILLUSTRATION MAKING ＆ VISUAL BOOK 丸紅茜』が刊行された。
2022年には、2冊目の画集『奇跡之夜』が刊行された。
2022年5月31日、活動終了。。

## 作品リスト

### 漫画
- おくたまのまじょ（『COMICポラリス』2017年6月、2018年2月22日[6] - 2018年6月） - 読み切りから連載化[6]
- 新人漫画家vs隔週漫画誌（『イブニング』2017年14号[7]、15号[8]）
- 転生したら異世界なんて行かずにあの子の部屋で猫になりたい（『ナツJam2019』）[9]
- でーじミーツガール（2022年5月） - 作画

### アニメ
- でーじミーツガール（2021年、キャラクター原案・シリーズ構成）[10]